# Tramvajska linija br. 18 u Zagrebu
Linija 18 izvanredna je i povijesno redovna tramvajska linija Zagrebačkog električnog tramvaja.
Prema turističkom vodiču grada Zagreba iz 1949. godine linija 18 vozila je na trasi Ul. Rade Končara – Trg Republike – Trg žrtava fašizma. Do 1958. godine bila je ukinuta.
U srpnju i kolovozu 2001. godine zbog radova je linija 18 uvedena kao izvanredna, prometujući na trasi Savski most – Vodnikova – Trg bana J. Jelačića – Zapadni kolodvor. Prometovala je također u nedjelju, 25. rujna 2011. godine kao izvanredna linija od Dubrave do Dupca zbog polaganja kabela na Maksimirskoj cesti, a posljednji je puta prometovala 4. svibnja 2019. godine na istoj trasi zbog orezivanja stabala na Maksimirskoj.

## Trasa 1949.
| 10                                           | Postaje                             | Postaje                                  |
| 10                                           | naziv ulica 1949.                   | naziv danas                              |
| -------------------------------------------- | ----------------------------------- | ---------------------------------------- |
| ⦾                                            | Rade Končara                        | Ljubljanica                              |
| ⇳                                            | Okićka – Nehajska                   | Okićka – Nehajska                        |
| ⇳                                            | Trešnjevački trg – Krapinska        | Trešnjevački trg – Krapinska             |
| ⇳                                            | Iločka – Badalićeva                 | Iločka – Badalićeva                      |
| ⇳                                            | Zagrebački velesajam – Rade Končara | Tehnički muzej – Tratinska               |
| ⇳                                            | Vodnikova – Jukićeva                | Vodnikova – Jukićeva                     |
| ⇳                                            | Rooseveltov trg – Trg maršala Tita  | Rooseveltov trg – Trg Republike Hrvatske |
| ⇳                                            | Ilica – Frankopanska                | Ilica – Frankopanska                     |
| ⇳                                            | Trg Republike                       | Trg bana Jelaćića                        |
| ⇳                                            | Draškovićeva – Jurišićeva           | Draškovićeva – Jurišićeva                |
| ⦾                                            | Trg žrtava fašizma                  | Trg žrtava fašizma                       |
| Izvor: Turistički vodič grada Zagreba, 1949. |                                     |                                          |